# Anthurium radicans
Anthurium radicans är en kallaväxtart som beskrevs av Karl Heinrich Koch och Friedrich Adolph Haage. Anthurium radicans ingår i släktet Anthurium och familjen kallaväxter. Inga underarter finns listade.